# Sidra
Sidra – wieś (dawniej miasto) w Polsce położona w województwie podlaskim, w powiecie sokólskim, w gminie Sidra, nad rzeką Sidrą.
Miejscowość uzyskała lokację miejską w 1566 roku, zdegradowana w 1897 roku. W latach 1975–1998 miejscowość administracyjnie należała do województwa białostockiego.
Miejscowość jest siedzibą gminy Sidra. Miasto magnackie położone było w końcu XVIII wieku w powiecie grodzieńskim województwa trockiego.

## Historia

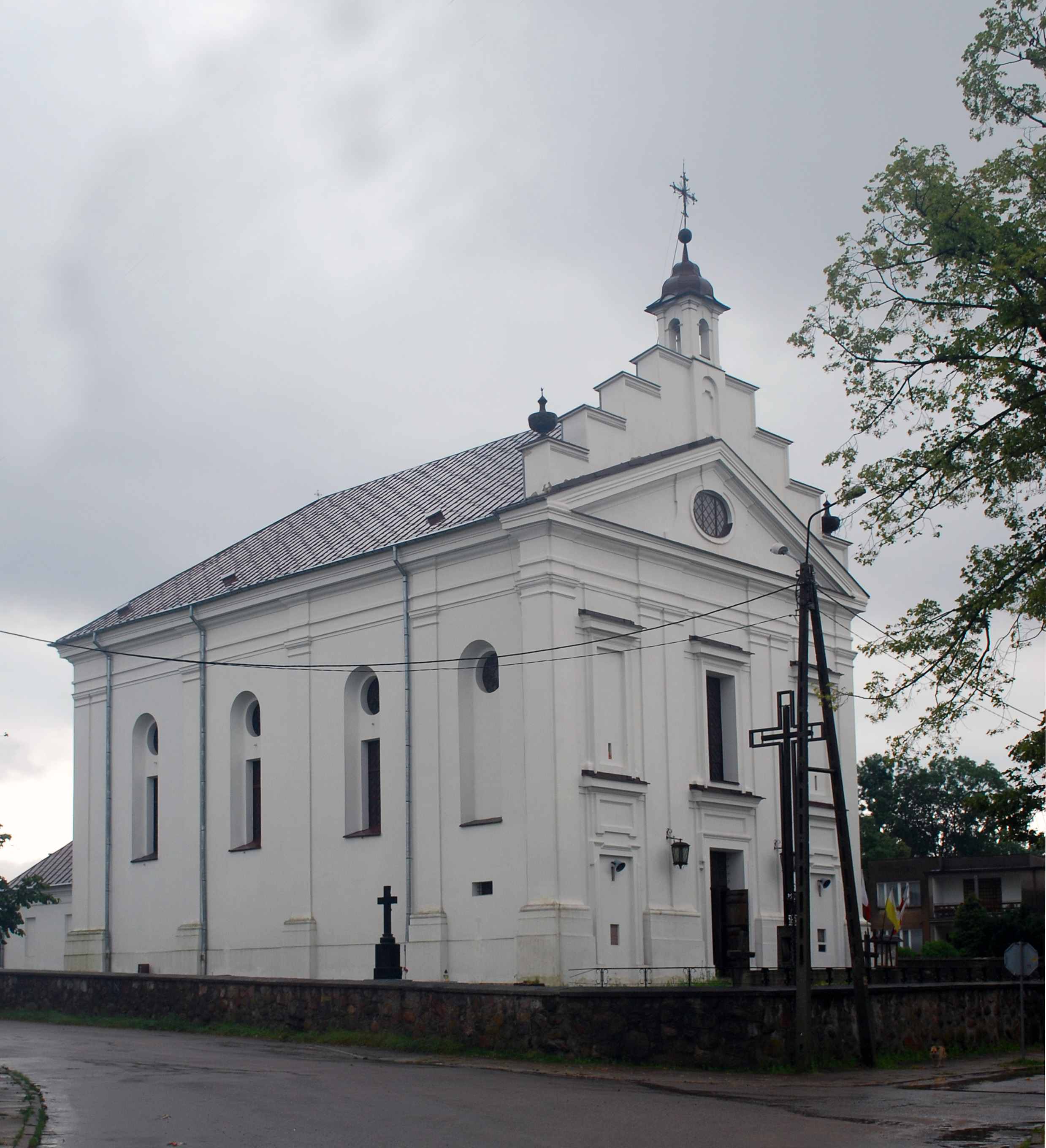
Kościół z XVIII w.

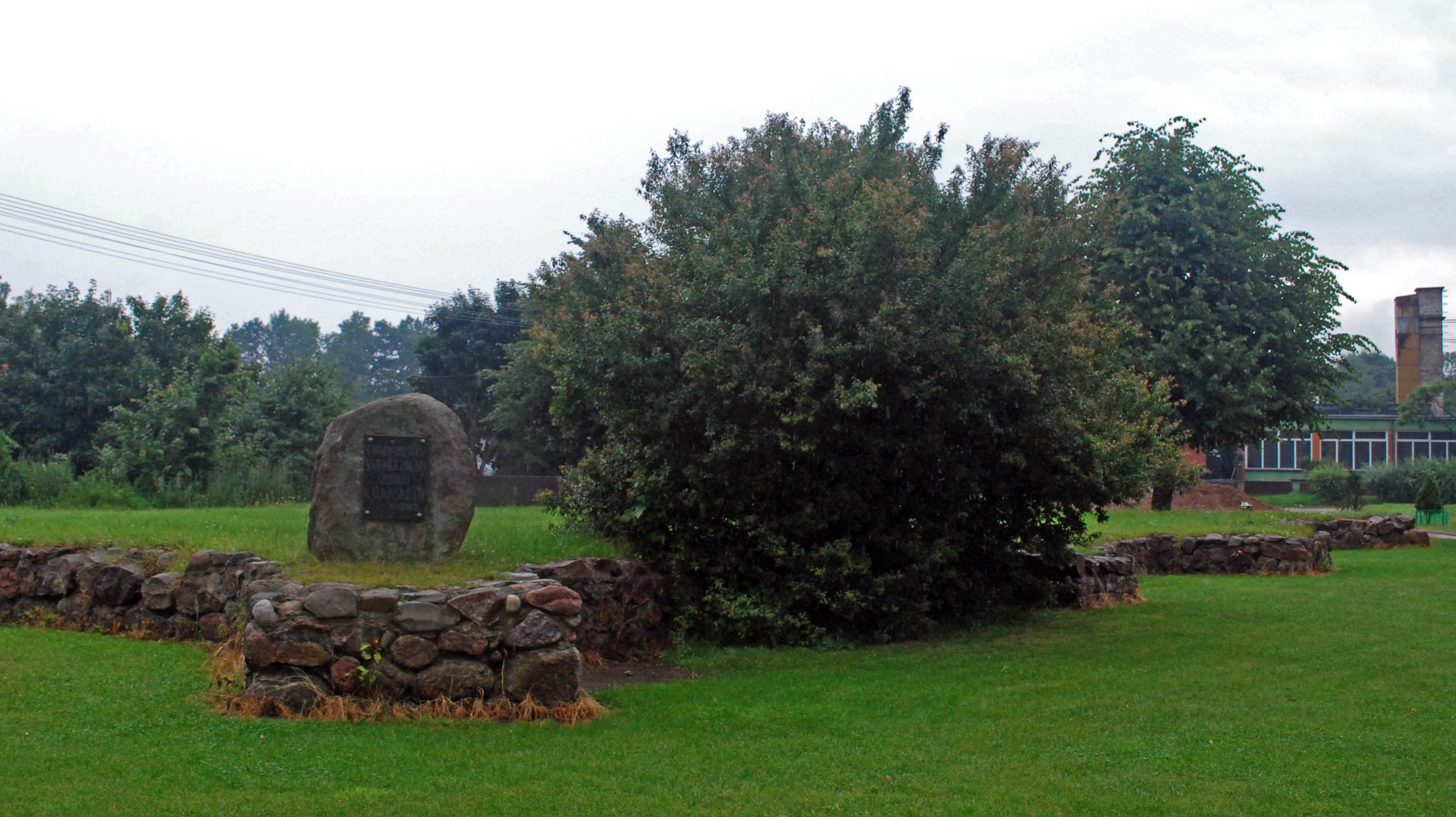
Ruiny zboru kalwińskiego z XVI w.

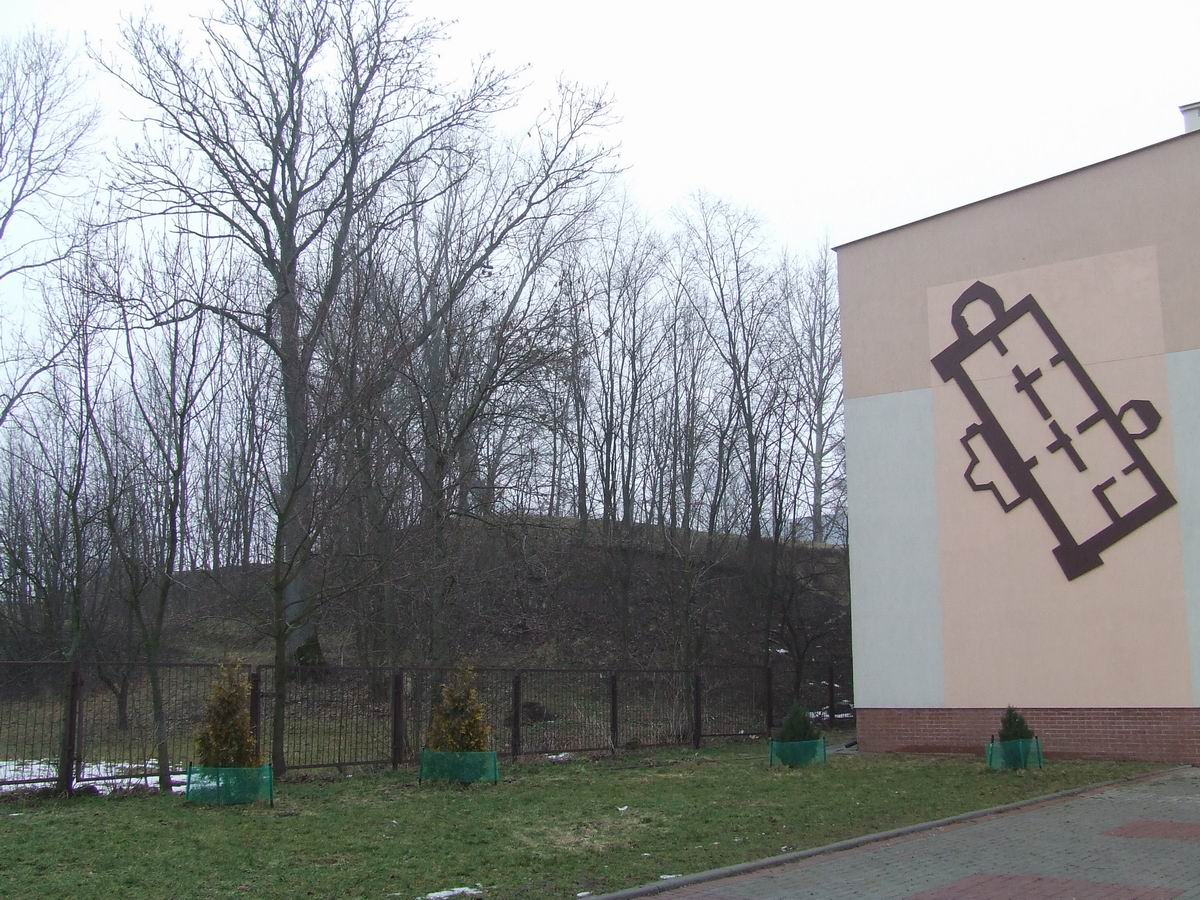
Wzgórze zamkowe z ruinami

Dobra na których została założona Sidra były własnością kolejno Gasztołdów, Hołowczyńskich a pomiędzy 1538 a 1558 r. zostały objęte w posiadanie przez Andrzeja Wołłowicza. W 1558 dobra te odkupił od niego jego brat Ostafi Bohdanowicz Wołłowicz syn Bohdana. Wkrótce otrzymała dodatkowe darowizny od króla Zygmunta Augusta. W 1563 król nadał przywilej na staw i młyn na rzece w Sidrze i w tym okresie też został założony dwór w Zalesiu oraz zbudowany przez Pawła Wołłowicza dwór w Pawłowiczach.
W 1566 r. Sidra otrzymała od króla Zygmunta Augusta prawa miejskie i wkrótce obok powstającego miasteczka w części południowo-wschodniej wzniesiono warowną rezydencję z bastejami. Eustachy Wołłowicz już jako kanclerz wielki litewski i kasztelan trocki umiera w 1587 r. w drodze do Krakowa na koronację Zygmunta III Wazy. Jego dobra odziedziczyła córka Regina będąca żoną kasztelana Seweryna Bonera, którzy jednak umierają kolejno w 1591 i 1592 r. Dobra w skład których wchodziła Sidra odziedziczyli synowie wojewody Grzegorza Bogdanowicza Wołłowicza, cześnik litewski Piotr i starosta rogaczewski Roman. Na początku XVII wieku Mikołaj Naruszewicz, kasztelan żmudzki, przy poparciu Piotra Wołłowicza ufundował w Sidrze zbór kalwiński (zamknięty w 1839 roku z powodu braku wiernych). W 1602 r. Hieronim Wołłowicz ufundował kościół katolicki w Zalesiu. Po podziale dóbr Sidra przypadła Piotrowi Wołłowiczowi, a później jego córce Helenie, która w 1622 r. poślubiła cześnika Janusza Hołowiczeńskiego, a w 1630 Krzysztofa Potockiego, po którym odziedziczył dobra kasztelan Andrzej Potocki.
W 1636 r. Janusz Radziwiłł napisał list z Sidry do swojego ojca Krzysztofa Radziwiłła, w którym informował o udanym polowaniu króla Władysława IV na niedźwiedzia. Potoccy przebudowali zamek na pałac. Córka Andrzeja Potockiego, Konstancja Maria Anna została żoną podkanclerzego litewskiego Stanisława Antoniego Szczuki. 20 grudnia 1704 r. Szczukowie ufundowali w Sidrze parafię katolicką, uposażając ją w grunta, sad i ogród oraz przestrzeń na zabudowę plebańską. Zbudowano drewniany, tymczasowy kościół, poświęcony 14 czerwca 1705 r. Wcześniej nabożeństwa odbywały się w dworze sidrzańskim. Fundację parafii potwierdził 9 listopada 1705 r. biskup wileński, Konstanty Kazimierz Brzostowski. W tym samym roku fundator rozpoczął starania o wzniesienie murowanej świątyni, jednak przerwały je wydarzenia wojenne 1706 r. Projektowali ją polscy architekci pochodzenia włoskiego, Józef Piola i Józef II Fontana. Kościół murowany, noszący wezwanie Trójcy Świętej i zachowany do dziś, ukończono w latach 1781-1783. Zbudowano go z cegły na planie prostokąta, z jedną nawą i prosto zamkniętym prezbiterium, w stylu neoklasycystycznym. Na ścianach we wnętrzu świątyni umieszczono freski. W XVIII w. powstała też w mieście drewniana synagoga, ukończona w 1783 r. dzięki wsparciu finansowemu ówczesnego właściciela Ignacego Potockiego.
W 1804 r. Ignacy Potocki sprzedał Sidrę wraz z dobrami Rajmundowi Rembielińskiemu. W XIX wieku Sidra utraciła prawa miejskie. W 1863 r. podczas powstania styczniowego został rozstrzelany kapitan Zawistowski, właściciel pobliskich dóbr w Siderce. W 1878 r. Sidra liczyła 920 mieszkańców. Ostatnimi właścicielami Sidry byli Wincenty i Wanda Hejnerowiczowie.
W 1920 roku, już po odparciu wojsk Rosji bolszewickiej spod Warszawy, w dniu 24 września Sidra została zajęta przez bolszewików w pasie działań polskiej 21 Dywizji piechoty górskiej, w związku z czym Sidrę musiał odbić 2 pułk strzelców podhalańskich.
Ostatnim właścicielem  Sidry był Stanisław Eynarowicz.
W okresie okupacji niemieckiej w latach 1941–1944 nastąpiła eksterminacja ludności żydowskiej, którą umieszczono w getcie w Sokółce, następnie w Grodnie, a w końcu zamordowano w Treblince. W okresie II wojny światowej w Sidrze działało ugrupowanie Armii Krajowej pod dowództwem Wacława Hryckiewicza ps. „Łomski”.

## Zabytki
- Kościół Świętej Trójcy z XVIII w. wybudowany w stylu klasycystycznym. 27 listopada 1981 r. bp Edward Kisiel konsekrował nowy ołtarz i świątynię parafialną. nr rej.: A-50 z 29.12.1964
- Dzwonnica przykościelna klasycystyczna z 1780 r., nr rej.: 187(193) z 29.12.1964
- Ruiny zamku zbudowanego około 1566 r. przez kanclerza wielkiego litewskiego Eustachego Wołłowicza, przebudowanego w 1610 r. przez podczaszego Krzysztofa Potockiego na pałac, zniszczony po 1863[14][15], nr rej.: 335 z 31.03.1972
- Ruiny zboru kalwińskiego z 2 połowy XVI w. fundacji Wołłowiczów, orientowany zbór ze skarpami, o wymiarach 16,5 x 23 metry, we wschodniej części rynku, nr rej.: 339 z 7.10.1972
- Dwór Eynarowiczów (Eunarowiczów) z pocz. XX wieku, obecnie Ośrodek Zdrowia.
- układ przestrzenny z XVI w, nr rej.: 418 z 12.08.1978
- ruiny młyna wodnego z 1890 r., nr rej.: 375 z 2.04.1976[16].
- Domy drewniane z końca XIX i początku XX w.
- Kościół w Zalesiu z lat 1602–1623 w stylu wczesnobarokowym z wieżą zbudowaną po 1858 r.
- Kościół z 1825 r. w stylu klasycystycznym fundacji Ignacego Zawistowskiego (dawniej greckokatolicka, następnie prawosławna)
- Pozostałości zabudowań dworskich z XIX w. w Siderce
- Brama dworska w Kniaziówce (dwór nie istnieje)
- Brama pałacowa w Makowlanach z zabytkową aleją kasztanową.